# 素首落とし
素首落とし（そくびおとし）とは、相撲の決まり手の1つ。相手の首または後頭部を上から手で叩き（はたき）、相手を前方へ倒す技である。2001年1月場所から新しく制定された決まり手12手の1つであり、制定されたこの場所13日目に関脇若の里が横綱武蔵丸に決めている。
類似する技に叩き込みがあるが、素首落としは仕掛ける際はたく部位が頭部に限定されている点が異なる。相手の背中などに少しでも手が触れていれば叩き込み、あるいは引き落としと判定されたり、髷に手がかかり反則負けと見なされることもあるため、比較的成立させることが難しい珍しい技ともいえる。
近年の例（左側〈太字〉が勝者）
- 2006年（平成18年）9月場所　14日目
  - 幕内　千代大海 - 朝青龍
- 2013年（平成25年）9月場所　10日目
  - 幕内　時天空 - 琴勇輝
- 2014年（平成26年）1月場所　2日目
  - 十両　芳東 - 蒼国来
- 同年5月場所　中日（8日目）
  - 幕内　栃煌山 - 豊ノ島
- 同年9月場所　4日目
  - 十両　芳東 - 千代皇
- 同日
  - 幕内　鶴竜 - 碧山
- 2015年（平成27年）1月場所　12日目
  - 十両　貴ノ岩 - 栃飛龍
- 同年3月場所　5日目
  - 幕内　安美錦 - 豪風
- 2017年（平成29年）1月場所　14日目
  - 幕内　玉鷲 - 荒鷲
- 2024年（令和6年）9月場所　14日目
  - 幕内　翔猿 - 湘南乃海